# Oleksandr Bereš
Oleksandr Mychajlovyč Bereš (in ucraino Олександр Михайлович Береш?, tr. en.: Alexander Beresh o Beresch; Pervomajs'k, 12 ottobre 1977 – Kiev, 29 febbraio 2004) è stato un ginnasta ucraino, vincitore di due medaglie ai Giochi olimpici di Sydney 2000.

## Biografia
Avvicinatosi all'età di 6 anni alla ginnastica, prese parte alle prime competizioni della squadra ucraina all'età di 17 anni. Nel 1997 debutta alla Coppa del Mondo concludendo nono, rifacendosi ai Mondiali previsti in Svizzera nel corso dell'anno. Vinse i Grand Prix del 1998 e 1999 e prese parte con successo alla XX Universiade. Nel 2000 divenne campione assoluto europeo della sbarra e conquistò due medaglie ai Giochi olimpici di Sydney 2000. Qualche infortunio frenò la sua carriera, nel frattempo si laureò all'Università di Cherson e si preparava a partecipare ai Giochi del 2004.
La notte del 29 febbraio 2004 muore a seguito di un incidente automobilistico a seguito di uno schianto della sua Peugeot 307, dove viaggiava con il compagno di squadra Serhej Vjalcev, con un'automobile che viaggiava a più di 150 km/h, il cui pilota verrà condannato a 5 anni di carcere per omicidio. Ai Giochi olimpici di Atene 2004, il collega connazionale Valerij Hončarov, dedicherà la propria vittoria alle parallele al compagno deceduto.

## Palmarès
| Anno               | Manifestazione    | Sede                 | Evento               | Risultato | Prestazione | Note |
| ------------------ | ----------------- | -------------------- | -------------------- | --------- | ----------- | ---- |
| 1997               | Mondiali          | Losanna              | Sbarra               | Bronzo    | 9.625       |      |
| 1997               | Mondiali          | Losanna              | Concorso individuale | 9º        | 54.936      |      |
| 1999               | Mondiali          | Tientsin             | Cavallo c/M          | 4º        | 9.725       |      |
| 1999               | Mondiali          | Tientsin             | Concorso individuale | 8º        | 56.786      |      |
| 1999               | Universiadi       | Palma di Maiorca     | Concorso generale    | Oro       | -           |      |
| 2000               | Giochi olimpici   | Sydney               | Concorso individuale | Bronzo    | 58.212      |      |
| Concorso a squadre | Giochi olimpici   | Sydney               | Argento              | 230.306   |             |      |
| Sbarra             | Giochi olimpici   | Sydney               | 5º                   | 9.750     |             |      |
| Cavallo c/M        | Giochi olimpici   | Sydney               | 7º                   | 9.712     |             |      |
| Europei            | Brema             | Concorso individuale | Oro                  | 57.787    |             |      |
| Europei            | Brema             | Sbarra               | Oro                  | 9.737     |             |      |
| Europei            | Brema             | Cavallo c/M          | Bronzo               | 9.662     |             |      |
| 2001               | Mondiali          | Gand                 | Concorso a squadre   | Bronzo    | 165.483     |      |
| 2001               | Mondiali          | Gand                 | Sbarra               | Argento   | 9.725       |      |
| 2001               | Mondiali          | Gand                 | Cavallo c/M          | Bronzo    | 9.662       |      |
| 2001               | Mondiali          | Gand                 | Corpo libero         | 8º        | 7.862       |      |
| 2001               | Europei a squadre | Riesa                | Concorso a squadre   | Argento   | -           |      |
| 2003               | Mondiali          | Anaheim              | Concorso a squadre   | 8º        | 165.108     |      |
| 2003               | Mondiali          | Anaheim              | Concorso individuale | 40º       | 53.899      |      |
| 2003               | Europei a squadre | Mosca                | Concorso a squadre   | Argento   | -           |      |